# 徳光和夫
徳光 和夫（とくみつ かずお、1941年〈昭和16年〉3月10日 - ）は、日本のフリーアナウンサー、タレント、総合司会者。元日本テレビエグゼクティブアナウンサー。本名：德光 和夫（読み同じ）。
日本ドッジボール協会顧問、株式会社ソニー・ミュージックアーティスツ顧問、日本司会芸能協会顧問、海原会（学校法人海城学園OB会）会長等の肩書きも持つ。
オフィス ラ・メール所属で、ソニー・ミュージックアーティスツと業務提携している。
本名の「德」は徳の旧字体で初期の日本テレビ『ズームイン!!朝!』のテロップでもこの表記を使っていたが、現在は通常の「徳」を使用している。愛称は、徳さん。プロ野球・読売ジャイアンツの熱烈なファンで、「巨人親父」とも称される。また、1978年から開始した『24時間テレビ 「愛は地球を救う」』では、全ての回に出場しているため、ミスター24時間テレビとも言われている。公の場で感涙することが多く、「非常に涙もろい」キャラクターで知られる。番組開始時の挨拶ではフルネームを言わず「徳光です（でございます）。」「徳光めにございます。」と言っている。
東京都目黒区出身。現在は神奈川県茅ヶ崎市在住。1女2男があり、タレントの徳光正行は次男。ミッツ・マングローブは甥にあたる。

## 来歴

### 出生
父の德光壽雄は映画監督として業界の活動を始め、その後日本テレビに開局社員として入社し、1967年には当時赤字経営に苦しんでいた東京12チャンネル（現：テレビ東京）を立て直すべく設立された「科学テレビ協力委員会」の委員として出向した人物。徳光の戸籍上の生年月日が実際の生年月日と異なるのは、厳格な父が「男児が3月3日、桃の節句の生まれでは格好が悪い」と1週間後で陸軍記念日の10日生まれにしたためである。
自身もフリー転身後、『にっぽんの歌』などテレビ東京の番組に出演し、次男の正行も『レディス4』の司会に起用され、親子3代に渡ってテレビ東京に関与することとなった。母は松屋のデパートガールだった。弟は英国伊勢丹元社長の德光次郎。JRA競馬騎手の福永洋一とは、遠い親戚関係にある。自身が初代司会者を務めた『ズームイン!!朝!』の初日最初のニュースは、前日に起きた福永の落馬事故だった。2歳下の妹がいたが、和夫が5歳の時に病気で亡くなっている。
戦時中は福島県田村郡三春町の法蔵寺に疎開していた。
元々は落語家志望で、趣味は野球観戦と駅伝観戦と音楽鑑賞と落語鑑賞。中学時代まではプロ野球は西鉄ライオンズ、特に大下弘のファンだったが、海城高等学校在学中に、長嶋茂雄が東京六大学野球新記録（当時）となる本塁打を放ち、嬉しさから小躍りしながら仲間と一緒にベースを回る姿を見て感化され「人生の全てを長嶋茂雄に捧げよう」と決意。長嶋がいた立教大学の全学部を受験し、辛うじて社会学部に補欠合格した。合格した原因は「ヤマを張って集中的に勉強した日本書紀が、試験に丸々出題されていたから」ということを話している。そしてその後、大学卒業後長嶋が入団した巨人のファンとなる。大学では、最初は「長嶋さんが居た神宮球場で過ごしたい」からという理由で応援団に入るが、ほとんどグラウンドに背を向けての活動だったため、試合を見られないことに不満を感じていたところ、放送研究会の部員がスタンドの最前列でテープレコーダーを持って取材などをしているのを見て、楽しそうと思い、放送研究会に転じる。大学の同期に青尾幸、加賀美幸子、村田幸子、土居まさる、後輩に関口宏、古舘伊知郎、久保田光彦、放送研究会の後輩にみのもんたがいる。大学4年の時、就職に悩んでいた時期に土居に相談をし、「お前、アナウンサーになればいいじゃないか」とアドバイスを受けアナウンサーになることを決意する。

### 日本テレビ入社後
大学卒業後の1963年に、日本テレビへ入社。同期入社に青尾幸、今村倫子がおり、中途入社してきた同期に小林完吾がいる。著書「企業内自由人のすすめ」によれば、日本テレビを受験した際、最終選考に残った2人が学生運動に関与していたことが判明し、選考を辞退した影響で徳光が採用された。
主にアナウンサーとしてプロレス中継を中心に受け持ち、ドラマ『青春とはなんだ』にラグビー中継のアナウンサー役で出演したり、アニメ『ルパン三世』第73話「花も嵐も泥棒レース」にて、自動車レースを中継するアナウンサー役（本人の役）で声優として出演したこともあった。また、1969年10月から『NTV紅白歌のベストテン』の総合司会を務め、人気を得る。1974年10月から『新・底ぬけ脱線ゲーム』の司会を務める。この頃の徳光は日本テレビ社内でもかなり特殊な存在で、「アナウンス部には週1度しか顔を出さない」「アナウンス部のシフトに入らず、自分でシフトを決めて勝手にやっている」という勤務形態であり、当時は「徳光にはニュース読ますな」が社内の定説だった。
1979年3月から放送を開始した『ズームイン!!朝!』では総合司会を9年間担当。1988年4月からは『NNNニュースプラス1』のメインキャスターを務めた。自身に『プラス1』キャスターとしての白羽の矢が立ったのは「『ニュースステーション』のおかげで、ニュースそのものが難解な言葉を多用するものから、分かりやすいものに変わっていったことに影響されたのではないだろうか」と話し、「『プラス1』の3年間は世界的にも激動の3年間で、人にものを伝える難しさというものを学んだ」とも話している。

### フリー転身後
1989年9月末に日本テレビを退社し、翌10月よりフリーとなる。『ズームイン』から『プラス1』に担当番組が代わった頃から「俺はバラエティ番組・情報番組に慣れていたからニュースキャスターは合わない」と思うようになり、管理職昇進（アナウンス部副部長）の話が挙がることに対し、徳光は数字の管理が苦手で「役職が付けば、今まで全くやったことが無い事務的な仕事もしなければいけなくなるだろうし、自分の管理も満足にできない人が、上に立って他人の管理をすることは出来ない。俺は事務職ではなく、現場で生きていきたい」と思ったことなどがフリー転身のきっかけとなった。
フリーとしての最初の仕事は古巣の日本テレビであり、同年10月1日の夜に生放送された特番『徳光和夫の面白生放送 プロ野球バンザイ!』だった。
1990年以降は『クイズダービー』（TBS）、『徳光のTVコロンブス』（テレビ東京）を皮切りに各局で多くの番組を担当し、さらに結婚式の司会等でも活動する。
2010年からは、初のラジオの生放送レギュラー番組となる『徳光和夫 とくモリ!歌謡サタデー』（ニッポン放送）が放送開始。当初は約6時間という長丁場を担当し、その後放送時間は2時間40分に縮小されたが、現在も出演中である。
2011年の『24時間テレビ34』では総合司会を勇退し（後任は羽鳥慎一）、当時70歳にして番組史上最高年齢となるチャリティーマラソンのランナーを務めた。2012年以降は、スペシャルサポーターとして引き続き番組に携わっている。
2016年11月24日には日本レコードマネジメントの40周年記念式典の司会を務めた。

## エピソード
- 愛車は日産・シーマ（F50型）[16]だが、本人は運転免許を持っていない。自動車教習所には通っていたが、指導員と口論をして運転免許取得を辞退した[17]。
- 大の箱根駅伝好きで、毎年沿道で応援をしている。大会前に独自に入手した選手のデータを手に実況を行うほどの熱の入れようで、今では復路8区の茅ヶ崎の名物になっている。この模様は自身が総合司会を務める『ザ・サンデー』の新年1回目の放送で毎年必ず放送されていた。なお、本人は「あくまでプライベートで応援しているものであり、撮影クルーは勝手に収録している」と語っている[18]。
- 『24時間テレビ』に毎年顔的存在として出演しており、1978年の第1回から皆勤している唯一の人物である。ただし、1990年から1994年にかけては同時間帯に他局で生放送のレギュラー番組があり（『徳光のTVコロンブス』）、その時間帯は抜けていた。
  - その『24時間テレビ』が、今日までつづく夏の名物番組となったのは、第1回目における徳光と当時の小林與三次社長のやり取りが原因と言われる。あくまで日本テレビの開局25周年により1回限りの番組の予定であった。徳光が小林與三次を呼び出して締めてもらおうとするも、社長コールが起こってしまい、結果「ご支持いただくなら何度でもやります!」の発言につながることとなった[19]。
- 「自身が結婚式で司会を務めた著名人夫婦は、何故か7割が後に離婚するジンクスがある」と噂された[20]。しかし2010年12月27日放送のテレビ朝日『中居正広の怪しい本の集まる図書館』でのインタビューにて、司会を務めた夫婦のうち実際に離婚したその離婚率のパーセンテージは番組中で「23%」（日本における平均は30%）と計算された[21]。
- 65歳になった2007年、年金の申請を行ったところ、社会保険庁の記録で「死亡扱い」を受けていたことが判明した[22]。
- 入社直後の1968年以降、プロレス中継を担当していた時期が長く、プロレス関係者との交友も深い。特にジャイアント馬場との友誼関係は深かった。上田馬之助とは上田の若手時代から親しかったこともあって、上田のことを「馬さん」とその生前には呼んでいた。また日本プロレス時代から実況経験があることからアントニオ猪木とも接点があり、猪木のことを若手時代の愛称である「寛ちゃん」[注 11]と呼ぶ[23]。スポーツ中継などで、「全国一千万人の○○ファンの皆様、こんばんは」の名文句があるが、これを言ったのは自身による「全国一千万人のプロレスファンの皆様こんばんは」が元祖だった（こういった台詞を最初に披露したのは、日本テレビの先輩アナに当たる清水一郎だったとも言われている）[24]。馬場と猪木の「BI砲」も德光によるもの。

2022年8月21日、『24時間テレビ』に猪木が出演。これが生前最後のテレビ出演であった。猪木と応答をした德光は「正直ショックを受けた。見たくない現実だった」と言いつつも握手を交わした。その際に「握り返してくれた時の手の弱さに、『元気になってほしい、また逢いたい』と思った。」という。その1か月後の10月1日、猪木が死去。「心よりご冥福をお祈りいたしますが、本心は悔しい。もう一度、逢いたかった」とコメントを寄せた。
- 好きな食べ物はメロンパン[26]、おはぎ[27]。
- 美空ひばり、矢沢永吉のファンである[28]。アナウンサーになった理由は、巨人戦の実況がしたい他に、ひばりの曲紹介がしたかったからと言う程である[29]。
- 痔にかなり悩まされていた。息子の正行も「痔が自分たち息子にも遺伝した」と述べている[30]。

### 巨人ファンとして
熱狂的な長嶋茂雄ファンかつ巨人ファンであり、芸能人野球ファンのはしりである。この「巨人ファン徳光」のキャラクターは、『ズームイン!!朝!』の人気コーナー「プロ野球イレコミ情報」で定着したものであるが、これにより自身の巨人にかかわる言動が取り上げられる機会も少なくない。一方で相手球団に対する問題発言が多く（特にパ・リーグに対して）、他球団ファンからしばしば反感を買っている。その一方でラジオ番組を担当するようになって以降はパ・リーグであっても巨人寄りな面はあるにせよ問題発言は減り、他球団であっても選手を評価する一面もある。
- 1974年10月14日（月曜日）の長嶋茂雄の引退試合（後楽園球場、対中日ドラゴンズ戦）を直接観戦しに訪れている。しかし当日はアナウンス部の者を含めてほとんど誰にも明かさずに後楽園球場へ向かい、当日に生放送があった『NTV紅白歌のベストテン』（当時徳光は本人曰く「大したリハーサルは無かった」というスタジオのベストテン本部担当）のリハーサルをすっぽかす形になったため、スタッフにずいぶん捜されたという。なお、試合終了後に急いでタクシーで後楽園から当時日本テレビ本社があった麹町へ戻り、長嶋の引退セレモニーはスタジオのテレビで観ていた。これについて「セレモニーまで球場で観ていたらさすがにクビになるかも」と思って急いで戻ったということで、セレモニーを直接観れなかったことは「大悔やみ」と後に話している。「それまで試合後に引退セレモニーがあった選手を見たことがなかったので、セレモニーがあるのをよくわかっていなかった」とも話している[31]。
- 王貞治の現役時代最後の本塁打となった868号のバットを所有しており[32]、テレビ東京『開運!なんでも鑑定団』に出品したことがある。
- 1980年に、長嶋が巨人監督を解任された翌日（10月22日）の『ズームイン』では、巨人球団や川上哲治への抗議を行い、讀賣新聞や報知新聞の購読を「辞めます」と発言。この抗議は放送開始から26分に亘って行われた。この放送を見ていた長嶋から「もし、徳光さんがどんなことに巻き込まれても私が面倒を見る」と発言し、以来、長嶋との交友が始まっている[33]。
- 1982年に『ズームイン!!朝!』で「巨人が優勝できなかったら丸坊主になる」と発言したが、中日が優勝したため、名古屋の中京テレビでコーナーを担当していたきくち教児と板東英二によって、バリカンで丸坊主にさせられた。

### 日本テレビアナウンサー時代
- 日本テレビのニュースを降ろされた理由は「国家予算は、5兆円」と言うはずが、「国家予算は、5円」と言ってしまい、「常識が無さすぎる」というものである[34]。後年に語ったところでは、これは德光が新人時代の頃のこと。当時は日本テレビの報道局の記者が書いてきた原稿をしっかり読むことに重きを置いてニュースに臨んでいた。この「国家予算が5円」というのも、元を辿ると原稿に間違って書いてあり、それを鵜呑みにしてそのまま読んでしまったのが原因という。このことを上司に報告したが「それにしてもお前、常識で考えたらわかるだろ」と却下されたという。
- 『キユーピー3分クッキング』に出演していた際、調理している人の横で腕を組むシーンに対して、視聴者から抗議の手紙が多数寄せられたことや、料理の初心者故に「味噌汁は味噌に水を入れて作るんですね」などと的外れな発言を行なったことから、こちらも上司に苦言を呈され「料理番組の司会に向いていない」と言われて、僅か3ヶ月で降板した[35]。
- 1980年にスタートした『NNSアナウンス大賞』の第1回最優秀賞受賞者である。
- 1983年2月から1985年6月まで、日本テレビのキャッチフレーズ「おもしろまじめに4チャンネル」のイメージキャラクターを、小林完吾とともに務めた（自身が「おもしろ」、小林が「まじめ」として）[36]。このコンビで局の垣根を超えて『笑っていいとも』の「テレフォンショッキング」に出演しており（1983年4月5日）、ドラマでも『太陽にほえろ!』の550話「俺はプロだ!」にて出演している（1983年4月1日）。
- 日本テレビ時代の同僚である福留功男とは50年以上の親友関係にあるが『アメリカ横断ウルトラクイズ』での役回りから、一時期はテレビで「犬猿の仲」を演じていたことがあった[37][注 12]。しかし、徳光はアナウンサーとプロデューサーを合体させた造語を用いて「トメはアナデューサーだ」と福留の放送人としての才能を評価している[37][注 13]。

### ギャンブル
大のギャンブル好きである。特にボートレースが大好きであり、選手の心理状況や家族構成まで調べるくらいに熱中している。日本テレビ時代に『ズームイン!!朝!』を担当していた時は、番組が終わるとほぼ毎日のように平和島競艇場に直行していたと言われている。「競馬は遊び、競艇は勝負」が口癖でもあるという。
- 競馬では大穴狙いが多く、負けて当然といった馬券の買い方をよくする[38]。ウインズ後楽園によく出没する。1997年2月17日には、船橋競馬場で当時の南関東公営競馬史上最高配当記録となる馬複（馬連）20万馬券を的中し、約800万円の払い戻しを受け、大々的に報じられた（この時はウインズ新橋の場外発売で馬券を購入）。その際、徳光の馬券予想コーナーを掲載していたスポーツ報知では「徳さん万馬券的中」と1面で報じたが、別のスポーツ新聞は徳光であることに気がつかず、「初老の男性が換金に来た」と報じた。
- 競輪では自宅のある茅ヶ崎に程近い平塚競輪場を訪れる。2007年の日本選手権競輪など、当地でのテレビ中継のゲストに呼ばれたこともある。
- 公営競技以外にも麻雀も打つ（過去にはストレス解消法として、深夜まで及ぶことがあった[39]）。

### 入院生活
2001年6月に、急性心筋梗塞を患い緊急入院したが、同月末に現場復帰。息子・正行の著書によれば、年齢不相応の不摂生が原因であるという。「健康に気を遣うということが、既に不健康である」というのが自身のモットーであったが、後にこの認識は改めざるを得なかったと後に語っている。
この経験により、2008年からはアステラス製薬が展開する、コレステロール適正管理キャンペーンに起用され、CMなどで日常での健康管理の重要性を呼びかけた。

## 親族
- 『遠くへ行きたい』の第2100回記念「僕のご先祖様は屯田兵」（2012年4月放送）では旅人として北海道を訪ね、その際には滝川市で長年の念願だった墓参を果たしている。しかし、NHKの『ファミリーヒストリー』（2013年1月21日放送）で、先祖は元々江差でニシン漁をし、その後現在のえりも町に移住した漁師であることが判明した[40]。その『ファミリーヒストリー』によると、騎手・福永祐一(現・調教師)の高祖父、元競馬関係者の福永甲、福永二三雄、福永洋一ら兄弟の曽祖父の妹と、徳光の祖父の兄が結婚しており、遠い姻戚関係にある[3]。また、ジャーナリスト・服部誠一は母方の曽祖父である[40]。福永祐一の妻は元フジテレビアナウンサーの松尾翠（現・ホリプロ所属）で、結婚により徳光とは遠縁の親戚となった[40][注 14]。また、正行の元妻でフリーアナウンサーの田野辺実鈴とは5年間のみではあったが、義理の娘の関係であった。
- 甥のミッツ・マングローブとは、サントリー「BOSS」のCMで親子役で共演しており、劇中で和夫に平手打ちされるシーンについてミッツは「本当の親にも殴られたことないのに、まさか伯父に殴られるとはね。40歳にもなって」と心境を明かしていた[41]。
- 子供は1女2男がおり、2024年10月に長男の娘が出産してひ孫が生まれたことを、第57回年忘れにっぽんの歌の2001年から連続して務める司会をした際に24年を振り返って明かした[42]。

## 出演

### テレビ番組

#### 現在
- 24時間テレビ 「愛は地球を救う」（日本テレビ）[43]
  - 出演者：1978年
  - チャリティーパーソナリティー：1979年
  - 総合司会：1980年 - 2010年
  - チャリティーマラソンランナー：2011年
  - スペシャルサポーター：2012年 - 2023年
  - 「24時間テレビ」をつなぐメンバー：2024年
- 徳光和夫の名曲にっぽん 昭和歌謡人（BSテレ東、2013年10月2日 -）
- 路線バスで寄り道の旅（テレビ朝日）：不定期の後、2015年4月5日よりレギュラー出演
- 中居正広のプロ野球珍プレー好プレー大賞（フジテレビ）- 審査委員長：2015年 - 2017年・2020年 -
- あなたの名曲ベスト100〜3秒聴けば誰でもわかる名曲レア映像祭り〜（2017年4月2日・2018年4月1日、テレビ東京） - 司会
  - 3秒聴けば誰でもわかる名曲ベスト100（2017年10月8日 - 、テレビ東京） - 司会
- 世界!ニッポン行きたい人応援団（テレビ東京）：2時間以上の特番時のみ出演
- アッコにおまかせ!（TBS）※準レギュラー
- 徳光和夫のプロレス自慢できる話（日テレG+）- 司会
- プロ野球 レジェン堂（BSフジ、2023年11月2日に1回のみ放送され、その後、2024年4月2日からレギュラー放送） - 司会

#### 過去
日本テレビ
ニュース・情報番組
- あなたのワイドショー：司会（火曜~木曜）　/ 1972年4月 - 1973年3月
- ズームイン!!朝!：初代総合司会 / 1979年3月 - 1988年3月
- 徳光和夫のTVフォーラム：司会 / 1984年10月 - 1988年12月
- NNNニュースプラス1：初代メインキャスター / 1988年4月 - 1991年9月
- 徳光の「地球時代です」!：笛吹雅子と共に司会 / 1991年10月 - 1992年3月
- THE・サンデー：2代目総合司会 / 1992年10月 - 2008年9月[43]
- TheサンデーNEXT：総合司会 /（2008年10月 - 2011年3月）[43]
- おもいッきりDON!（日本テレビ）:コメンテーター（月曜・木曜）/（2009年4月 - 2010年3月）※10月5日放送から月曜日コメンテーターとして出演。[43]
- DON!:コメンテーター（月曜）/（2010年3月 - 2011年3月）※前番組おもいッきりDON!から引き続き出演。[43]

その他
- キユーピー3分クッキング：アシスタント
- 三菱ダイヤモンドアワー・日本プロレス中継：実況アナウンサー
- 全日本プロレス中継：実況アナウンサー
- 金曜10時!うわさのチャンネル!!
- アメリカ横断ウルトラクイズ：レポーター
- 全国高等学校クイズ選手権：スタジオ司会・レポーター
- あまから家族：ミヤコ蝶々と司会。立川談志が1976年1月に降板、その後任で代理司会を務めた。出演期間は1976年2月8日 - 1976年2月15日。
- カックラキン大放送!!：ナレーター / 1975年4月 - 1986年9月
- NTV紅白歌のベストテン⇒ザ・トップテン⇒歌のトップテン：コーナー司会、総合司会 / 1969年10月 - 1981年3月、1981年4月 - 1982年9月、1986年4月 - 1987年3月
- スターむりむりショー：司会 / 1974年4月 - 1974年9月
- 新・底ぬけ脱線ゲーム：司会 / 1974年10月 - 1977年9月
- ハテナ?ドンぴしゃ!：司会 / 1977年10月 - 1978年9月
- 歌のワイド90分!：司会 / 1982年10月 - 1986年3月
- テレビから生まれた歌・30年!：小林完吾とともに司会 / 1983年8月28日
- サンデースポーツ9：吉田填一郎、杉かおりとともに司会 / 1984年4月 - 1984年9月
- さよなら大放送 おもしろ国鉄スペシャル（特番）：三田寛子と共に司会 / 1987年3月31日 - 4月1日
- 水曜バラエティ・徳光・ピン子のおもしろ歌謡倶楽部：泉ピン子と共に司会 / 1987年9月16日
- 巨泉のこんなモノいらない!?：大橋巨泉の代理司会
- スポーツジョッキー 中畑クンと徳光クン⇒中畑&徳光のスポーツ熱中宣言：中畑清と共に司会 / 1990年4月 - 1991年3月
- 日本テレビ音楽の祭典：司会
- 独占!!スポーツ情報：東京ドーム巨人戦中継実況担当：1993年4月 - 2000年9月
- 夜も一生けんめい。：元フジテレビアナウンサーの逸見政孝の代行・後任司会 / 1993年9月 - 1995年3月
- 徳光&所のスポーツえらい人グランプリ：所ジョージと共に司会 / 1994年9月 - 2005年9月
- 速報!歌の大辞テン：飯島直子→中山エミリと共に司会 / 1996年10月 - 2005年3月、2005年12月25日[43]
- だんトツ!!平成キング：司会 / 1997年11月 - 1998年3月
- 体育会系大新年会スペシャル!!→体育会系スポーツ大忘年会スペシャル!!：中居正広と共に司会 / 2000年 - 2005年
- THE独占サンデー：巨人応援実況 / 2000年10月 - 2002年9月
- モー。たいへんでした：司会 / 2001年4月 - 2002年3月[43]
- 1億3000万人が選ぶ!ベストアーティスト：司会 / 2001年 - 2008年
- 嗚呼!バラ色の珍生!!　パネラー[43]
- 徳光&紗理奈の地元で遊ぼう：特番
- 天国のスタア：司会 / 2002年 - 2007年
- トナリの悩みの解決人：スタジオ司会 /　2003年10月 - 2004年3月
- 徳光&所の世界記録工場：所ジョージと共同司会
- サルヂエ：“サルミツさん”として司会出演 / 2006年4月5日（「超人気番組大集合!春のサルヂエ祭り!2006」にて）・2006年10月18日 - （この日からレギュラー“2代目サルさん”として）
- ズームイン!!SUPER：2007年10月22日（羽鳥慎一と共演。なお、徳光・福留・羽鳥の3人でズームイン!!ポーズをした）また、2009年3月2日にも出演。
- オジサンズ11：メイン出演者 / 2007年10月 - 2008年9月[43]
- 人生が変わる1分間の深イイ話：不定期出演
- 午後は○○おもいッきりテレビ：夏休みで休養していたみのもんたの代理司会
- 徳光和夫のトクセン!!（BS日テレ、2009年10月 - 2010年3月）：司会
  - 徳光和夫のトクセンお宝映像!（BS日テレ 2010年10月 - 2013年3月）：司会
- うんちく・しりすぎ：今田耕司と共に司会 / 2010年4月 - 2010年6月
- 1000年後に残したい…報道映像2011：司会 / 2011年12月23日
- 遠くへ行きたい第2100回放送記念「僕のご先祖様は屯田兵〜北海道 帯広・滝川・旭川〜」：旅人 / 2012年4月8日
- 徳光和夫の週刊ジャイアンツ（日テレG+ 2012年4月 - 2022年3月）：司会

テレビ朝日
- 水曜スーパーキャスト 徳光&逸見の2度と出来ないテレビ：元フジテレビアナウンサーの逸見政孝と共に司会 / 1991年2月頃
- 人間ビジョンスペシャル「心の中の国境〜無国籍投手スタルヒンの栄光と挫折〜」：ナビゲーター / 2004年2月15日（北海道テレビ放送制作・テレビ朝日系全国ネット）
- ドスペ! クイズ!ギョーカイ大百科：MC 2006年11月11日
- 徳光&史朗の暴走おやじアナ（鈴木史朗と山本文郎、露木茂らと共に東京の名所を練り歩く番組。2003年から毎年年始に放送）
- クイズプレゼンバラエティー Qさま!!：不定期出演
- 紳助・徳光の一枚の写真：島田紳助と共に司会

TBS
- クイズダービー：2代目司会者 / 1990年4月 - 1992年12月
  - 最終回（1992年12月19日放送）では大橋巨泉が再び司会のため、5枠のゲスト解答者として登場したが、8戦全敗の成績に終わった（このうちの1問は正解まであと一歩という惜しいところだった）。
- ウェディングベル：司会 / 1993年10月 - 1997年3月
- めっけMON!：岡江久美子と司会、徳光入院中は東貴博が代理司会を務めた
- 特ネタ!ニッポン宝島：岡江久美子と司会
- 徳光和夫の感動再会!"逢いたい"：司会 / 2006年10月 - 2009年3月[43]

TBSアナウンサーの安住紳一郎と共に司会を務めていた「徳光&安住の感動再会“逢いたい!”スペシャル」をレギュラー化。
- スパモク!! ザ！芸能人ナイショのストーリー（秘）映像GP 司会 / 2010年5月27日
- 地球SHOW学校  司会 / 2010年11月22日

BS-TBS
- 徳さんのお遍路さん 四国八十八カ所 心の旅（2012年10月7日 - 2014年3月30日）：「お遍路さん」として出演（旅人）。
  - 徳さんのお遍路さん 最後の旅 高野山へ!ありがとう結願SP!!（2014年3月30日）
- 徳光&木佐の知りたいニッポン!〜霞が関からお知らせします〜（2018年4月14日 - 2020年3月28日）：政府広報番組

毎日放送
- ダウトをさがせ!：司会 / 1992年4月 - 1993年9月
- 世界ウルルン滞在記→世界ウルルン滞在記“ルネサンス”→世界ウルルン滞在記2008：司会 / 1995年4月 - 2008年9月[43]
  - 世界ウルルン滞在記リターンズ（BS-i → BS-TBS）：司会 /（2008年10月 - 2013年3月）

1995年4月から2008年9月までMBS・TBS系にて放送されていたウルルンシリーズの再放送および未公開名場面集を基本としたBS-TBSのオリジナル番組。
- インスタントラーメン発明物語 安藤百福伝 - 司会 / 2010年3月5日

テレビユー福島
- 円谷英二 大空を愛したウルトラマン∶再現VTRの円谷英二役 / 1994年2月6日

テレビ東京
- 徳光のTVコロンブス：司会 / 1990年4月 - 1995年3月
- 徳光和夫の情報スピリッツ：司会 / 1995年4月 - 2004年3月[43]
- 徳光&コロッケの“名曲の時間です”：ものまねタレントのコロッケと共に司会 / 2005年4月 - 2006年9月[43]
- 夏祭り&年忘れにっぽんの歌：司会
- ザ・決断!国民の審判 ：2007年7月29日
- 芸能界オトナ遊び部：2010年10月11日
- いい旅・夢気分SP：2010年11月10日
- プレミア音楽祭 ：2011年7月1日、2012年9月9日、司会
- ひばり、テレサ…歌姫たちの名曲ベスト：司会 / 2013年2月9日（BSジャパンとの共同制作によるBSオリジナル番組）
- 田舎に泊まろう! ： スペシャル版の司会
- 海を越えた家族愛
- 徳光&ピン子&ミッツのもしも突然芸能人が家族になったらどうなる?：泉ピン子、ミッツ・マングローブと共に司会

テレビ大阪
- 感涙!時空タイムス：矢口真里と共に司会
  - 発進!時空タイムス：同上

フジテレビ
- G-STAGE⇒SOUND ARENA：堺正章、田代まさしと共に司会
- 幸せって何だっけ 〜カズカズの宝話〜[43]
- 美味しんぼ塾 ラーメン道〜日本全県グランプリ〜：2007年1月16日、司会
- めちゃ×2イケてるッ!：岡村オファーがきましたシリーズ（結婚式編）
- クイズ$ミリオネア：「スーパー$ミリオネア2008年春!みのもんた絶体絶命SP」で出場3度目にして1,000万円獲得。
- 徳光和夫＆菜々緒＆木村藤子の美女たちのターニングポイントスペシャル（2013年1月9日）：菜々緒と共に司会
- めちゃ×2イケてるッ!：めちゃ×2 祝ってるッ! 矢部浩之・裕子結婚披露宴 緊急生放送スペシャル!!（2013年4月6日）：結婚披露式で司会
- カスペ! 木村藤子のキセキ相談 美女たちのターニングポイントSP（2013年6月4日）：司会
- 今夜はナゾトレ ※不定期出演

NHK
- ファミリーヒストリー （2013年1月21日）

日本BS放送（通称・BS11）
- BSイレブン競馬中継・うまナビ!イレブン（日本BS放送　2011年1月 - 2017年12月）：レース解説者「ご意見番」として、GI開催日を中心に随時出演

### テレビドラマ
- 青春とはなんだ（1966年、日本テレビ） - アナウンサー役
- 何処へ（1967年、日本テレビ） - 本人 役
- 雑居時代（1974年、日本テレビ） - ゲーム番組の司会者 役
- 気まぐれ天使（日本テレビ）
  - 第7話「拾いものには御用心」（1976年11月17日） - 八重の客 役
  - 第29話「お母さん、あしからズ」（1977年5月11日） - 失業者 役
- 熱中時代・刑事編 第17話「熱中刑事vs幽霊泥棒」（1979年、日本テレビ） - 徳永アナウンサー 役
- 必殺仕事人・激突!（1991年、テレビ朝日系） - ナレーター
- 勇者ヨシヒコと導かれし七人 第5話（2016年、テレビ東京） - ニッテレン 役
- 夢食堂の料理人〜1964東京オリンピック選手村物語〜（2019年7月23日、NHK総合）- 日本ホテル協会会長太丸徹二 役
- アリバイ崩し承ります 最終話（2020年3月14日、テレビ朝日） - 渡海一成 役

### 映画
- 告訴せず（1975年、東宝） - TVアナウンサー 役
- 20世紀少年 第2章 最後の希望（2009年、東宝） - 万博司会者 役
- 前橋ヴィジュアル系（2011年、ケイダッシュステージ / リンクライツ） - 本人 役
- 母 小林多喜二の母の物語（2017年、現代ぷろだくしょん） - 駐在 役[44]

### テレビアニメ
- ルパン三世第2シリーズ 第73話（1979年、日本テレビ） - 本人 役

### 劇場アニメ
- 王立宇宙軍 オネアミスの翼（1987年、東宝東和） - TVアナウンサー 役
- APO APOワールド ジャイアント馬場90分一本勝負（1996年、松竹） - 徳光アナウンサー 役

### 吹き替え
- 激突!（1989年、日本テレビ） - デイヴィッド・マン 役〈デニス・ウィーバー〉
- メジャーリーグ（1991年、日本テレビ） - ハリー・ドイル 役〈ボブ・ユッカー〉

### ラジオ番組
ニッポン放送
- アッコ・徳光のラジオ紅白歌合戦（2000年 - 2005年） - 和田アキ子と共に司会
- 板東・徳光のプロ野球界横断ウルトラクイズ（2004年6月21日） - 板東英二と共に司会
- アッコ・徳光の歌のタイムトンネル（2006年 - 2007年）
- コ・ト・ノ・ハ歳時記（2009年11月 - 2010年3月） - ニッポン放送新保友映と共にパーソナリティ
- 徳光和夫 とくモリ!歌謡サタデー（2010年7月 - ）

STVラジオ
- オハヨー!ほっかいどう・徳光和夫のビバ!ジャイアンツ（火曜、電話出演）

NHK
- 今夜も大入り!渋谷・極楽亭（2010年5月15日、ラジオ第1放送） - ゲスト出演
- 徳光和夫のふるさと民謡トーク（2015年8月21日、NHK-FM） - 司会

アール・エフ・ラジオ日本
- 徳光の3等社員・サラリーマン読本
- 徳光和夫のがんばれジャイアンツ
- 徳光和夫のおじさんグラフィティ
- 徳光教授の巨人学講座（1998年度ナイターオフ、1999年度ナイターオフ）

### インターネット番組
- 政府インターネットテレビ「徳光＆木佐の知りたいニッポン！」（2010年9月24日〜 週1回のペースで更新）

### 広告
- 日本テレビ・読売新聞新宿住宅総合展示場（日本テレビアナウンサー時代、終了）
- 興和 コルゲン、キャベジン（ナレーター、日本テレビアナウンサー時代、終了）
- Walt Disney's　MAGIC KINGDOM ON ICE（1987年）
- 三共（現第一三共ヘルスケア）：新三共胃腸薬（現第一三共胃腸薬、終了）
- タカラ（終了）
- 日本テレビ：日テレG+ - 長嶋茂雄と共演（終了）
- サントリーフーズ：フラバン茶
- スカイパーフェクト・コミュニケーションズ：スカイパーフェクTV!
- サントリー：サントリーTVショッピング・DHAの10人（30分、地上波・BSデジタルで放送）

出没!アド街ック天国のランキング紹介と同じように1人ずつ紹介していく、ナレーションは、アド街ック天国でもナレーションをしている武田広。徳光はナビゲーター。
- アステラス製薬 / ファイザー：動脈硬化性疾患予防推進キャンペーン「コレステロール 甘くみない!!!」
- KDDI / 沖縄セルラー電話（各auブランド）：ガンガン乗りかえ（土屋アンナと共演、終了）
- エコリカ
  - （2011年、勝利編、敗北編） - 社長 役
  - 「売り場編」（2012年12月 - 2013年12月）[45]
  - 「レジ編」（2013年11月 - ）
  - 「理由編」、「発表編」（2014年11月 - 2014年12月）
  - とある回収箱その1（2015年11月 - 2020年12月）
- アフラック（2012年7月16日-）：もっとやさしいEVER「たま駅長」篇（たま (猫の駅長)と共に出演）[46]
- サントリー食品インターナショナル「BOSS」（2015年）[47]
- 映画『サウスポー』特別実況（2016年） ※ WEB限定 [48]
- 日清医療食品：食宅便「ふたりの徳光さん」篇（2017年）
- ディップ ワクチンインセンティブプロジェクト（2021年10月 - ）[49]

### イベント
- AKB48 17thシングル 選抜総選挙「母さんに誓って、ガチです」 開票イベント（2010年6月9日、JCBホール） - 木佐彩子とともに総合司会
- AKB48 22ndシングル 選抜総選挙「今年もガチです」 開票イベント（2011年6月9日、日本武道館） - 同上
- AKB48 27thシングル 選抜総選挙〜ファンが選ぶ64議席〜 開票イベント（2012年6月6日、日本武道館） - 同上
- AKB48 32ndシングル 選抜総選挙〜夢は一人じゃ見られない〜 開票イベント（2013年6月8日、日産スタジアム） - 同上
- AKB48 37thシングル 選抜総選挙〜夢の現在地〜ライバルはどこだ?〜 開票イベント（2014年6月7日、東京スタジアム） - 同上
- AKB48 41stシングル 選抜総選挙〜予測不可能、大荒れの一夜〜 開票イベント（2015年6月6日、福岡 ヤフオク!ドーム） - 同上
- AKB48 45thシングル 選抜総選挙〜僕たちは誰について行けばいい?〜 開票イベント（2016年6月18日、新潟県立鳥屋野潟公園野球場（HARD OFF ECOスタジアム新潟）） - 同上
- AKB48 49thシングル 選抜総選挙〜まずは戦おう!話はそれからだ〜 開票イベント（2017年6月17日、豊見城市立中央公民館） - 同上
- AKB48 53rdシングル 世界選抜総選挙〜世界のセンターは誰だ?〜 開票イベント（2018年6月16日、ナゴヤドーム） - 同上

### MV
- AKB48「しあわせを分けなさい」（2016年） - 結婚式の司会 役[50]

## 音楽
- チチ・ハハ体操（1979年、ポリドール）
- 天気予報の歌（ソノシート）『ズームイン!!朝!』挿入歌。
- 電気グルーヴのアルバムORANGE（1996年、キューンレコード）。『反復横飛び』で臨時ニュースをアナウンスしている。
- ファインプレーを君と一緒に〜GO!GO!ジャイアンツ〜（2005年3月23日、バップ）「五木ひろし with チーム・ジャビッツ21 feat.徳光和夫」名義。読売巨人軍応援歌。読売新聞創刊130周年、読売巨人軍創立70周年を記念して製作。
- 今夜は離さない PART II（2007年11月21日、キングレコード）「大月みやこ&徳光和夫」名義。

## 著書
- 『徳光和夫の ズームイン!!巨人軍』（1981年1月1日、サンマーク出版）ISBN 978-4763189103
  - 『徳光和夫のズームイン!!巨人軍』〈旺文社文庫〉、旺文社、1984年7月20日。ISBN 978-4010642917。
- 『有名人のないしょ話―ちょっといいエピソード集』（1984年9月、青年書館）ISBN 978-4791801244
- 『企業内自由人のすすめ』講談社、1987年9月10日。ISBN 978-4062036016。
- 『今年もやっぱりジャイアンツ』（1988年4月、天山出版）ISBN 978-4803314076
- 『徳光和夫の巨人軍スカウティングレポート』（1999年4月、ぶんか社）ISBN 978-4821106585
- 『徳光流生き当たりばったり』（2021年8月、文藝春秋社）ISBN 978-4163911793

## 連載
- 中央競馬ピーアール・センター『優駿』「徳光和夫の私も80になりました」（2021年5月号より連載開始）